# 高野山夏期大学
高野山夏季大学（こうやさんかきだいがく）とは毎年夏に和歌山県高野町で行われている市民大学講座。

## 概要
1921年より始まり、毎日新聞社と金剛峰寺の主催で行われており、2018年現在では90回以上開催されている。講師は各界で活躍している人物が行っている。高野山においての仏教の修行も体験できるようになっている。
参加者は700人ほどとなり、最終日には高野山真言宗宗務総長と著名人が講演を行い、受講者には修了証書が手渡されている。
2016年8月10日には、これまでに行われてきた名講義を集めた書籍「生命のことば」が毎日新聞出版より発売された。